# Na Paz de Jah
Na Paz de Jah  é uma canção da cantora brasileira de axé music Gilmelândia em parceria com a banda de axé music Vixe Mainha, de onde era vocalista temporária em 2009 e 2010. A canção foi lançada em 3 de maio de 2010 como terceiro single do extended play Dominado.

## Apresentações
A canção foi apresentada pela primeira vez na televisão durante o programa Manhã Maior, de Daniela Albuquerque, passando também a ser apresentado no Superpop de Luciana Gimenez.